# Nicolò Giacchetti
Nicolò Giacchetti (Sussak, 14 novembre 1903 – Fiume, 19 ottobre 1936) è stato un calciatore italiano, di ruolo centrocampista.

## Carriera
Dopo aver militato nella Fiumana fino al 1927, l'estate successiva passa alla Pro Patria, con la cui maglia debutta in massima serie nel 1927-1928; con i bustocchi gioca due campionati di Divisione Nazionale, per un totale di 34 presenze.
L'esperienza con la maglia della Pro Patria termina il 20 gennaio 1929 quando, dopo aver colpito l'arbitro Gama, protagonista di un arbitraggio contestatissimo, viene squalificato per un anno.
Terminata la sanzione, veste per due anni la maglia della Salernitana in Prima Divisione.